# Anas Mahmoud
Anas Osama Mahmoud (in arabo أنس أسامة محمود‎?; Giza, 5 maggio 1995) è un cestista egiziano.

## Palmarès
- Basketball Africa League: 1

Zamalek: 2021